# Epos von der Schlacht am Don
Das Epos von der Schlacht am Don (russ. Zadonščina bzw. Sadonschtschina) wurde vermutlich um die Wende vom 14. zum 15. Jahrhundert von dem Bojaren und späteren Priester Sifoni von Brjansk verfasst. Es schildert den Sieg des Moskauer Großfürsten Dmitri Donskoi über die Tataren unter Mamai in der Schlacht auf dem Kulikowo Polje („Schnepfenfeld“). Es ist in mehreren Handschriften des 15. bis 17. Jahrhunderts überliefert.
Das Epos basiert auf Chroniken vom Ende des 14. Jahrhunderts und enthält viele Formen und Bilder der mündlichen Dichtung der Zeit. Sowohl ideologisch als auch stilistisch weist es starke Ähnlichkeiten mit dem Igorlied auf. Vermutlich ist das Igorlied älter und diente dem Autor als Vorlage. Das Argument, dass das Epos von der Schlacht am Don im Vergleich zum Igorlied epigonale Züge aufweist, wurde in der Diskussion um das Igorlied als Beweis für dessen Echtheit angeführt. Demgegenüber vertrat beispielsweise Walter Schamschula die Ansicht, dass es sich beim Igorlied Text um eine am Ende des 18. Jahrhunderts manipulierte Version des Epos’ von der Schlacht am Don handle.
Der Autor der Zadonščina hat offenbar manche Stellen aus dem Igorlied einfach übernommen, an anderen wird der Stil, die Art literarische Bilder zu schaffen, kopiert.
Ebenso wie das Igorlied plädiert das Epos von der Schlacht am Don für die Einheit der russischen Fürsten unter der Führung Moskaus. Im Gegensatz zum Igorlied, das ein negatives Beispiel für eigenmächtiges Handeln eines einzelnen Fürsten gibt, zeigt es anhand eines positiven Beispiels, wie erfolgreich die Fürsten gemeinsam sein können.